# Palacio Tiškevičiai

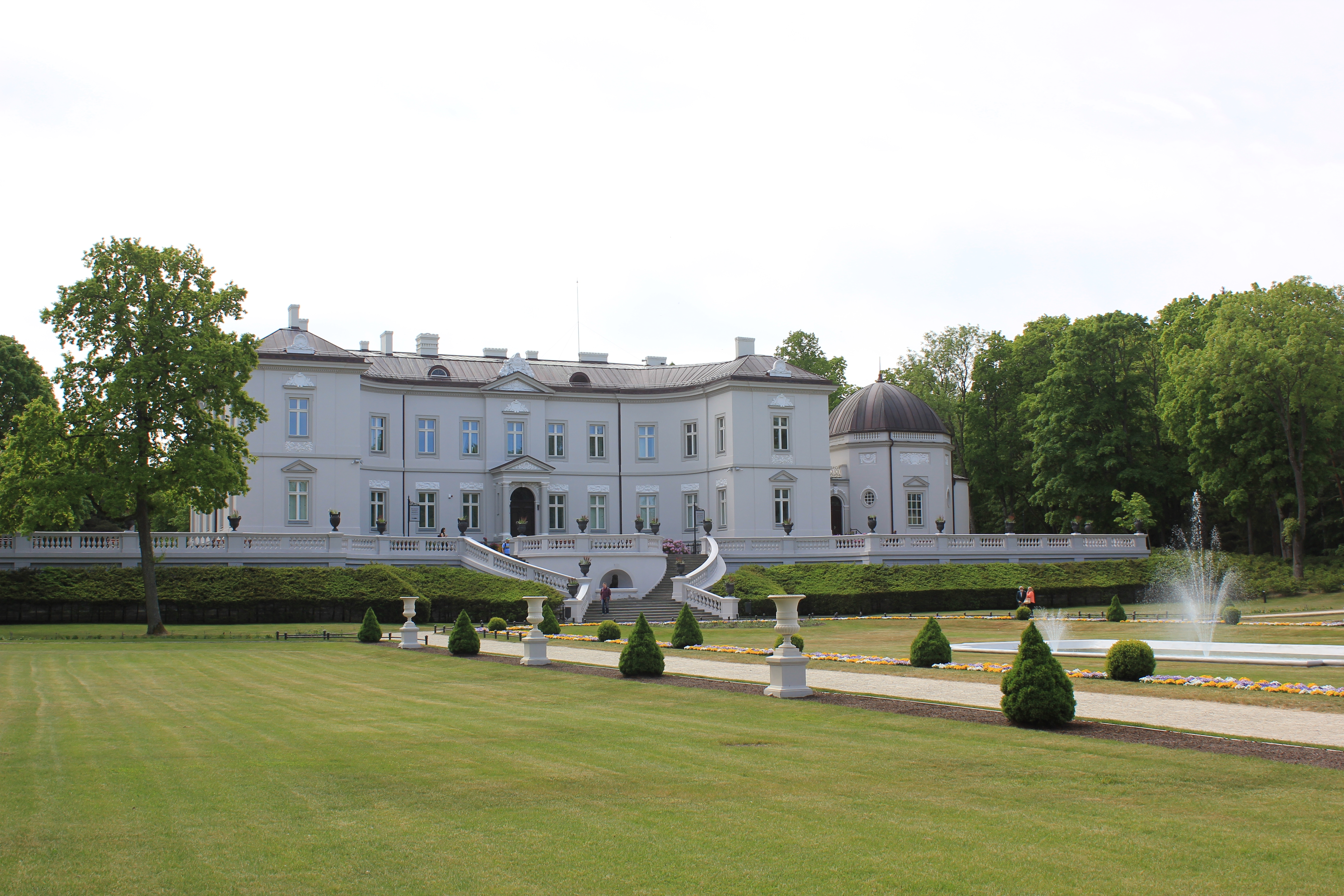
Fachada principal del Palacio Tiškevičiai

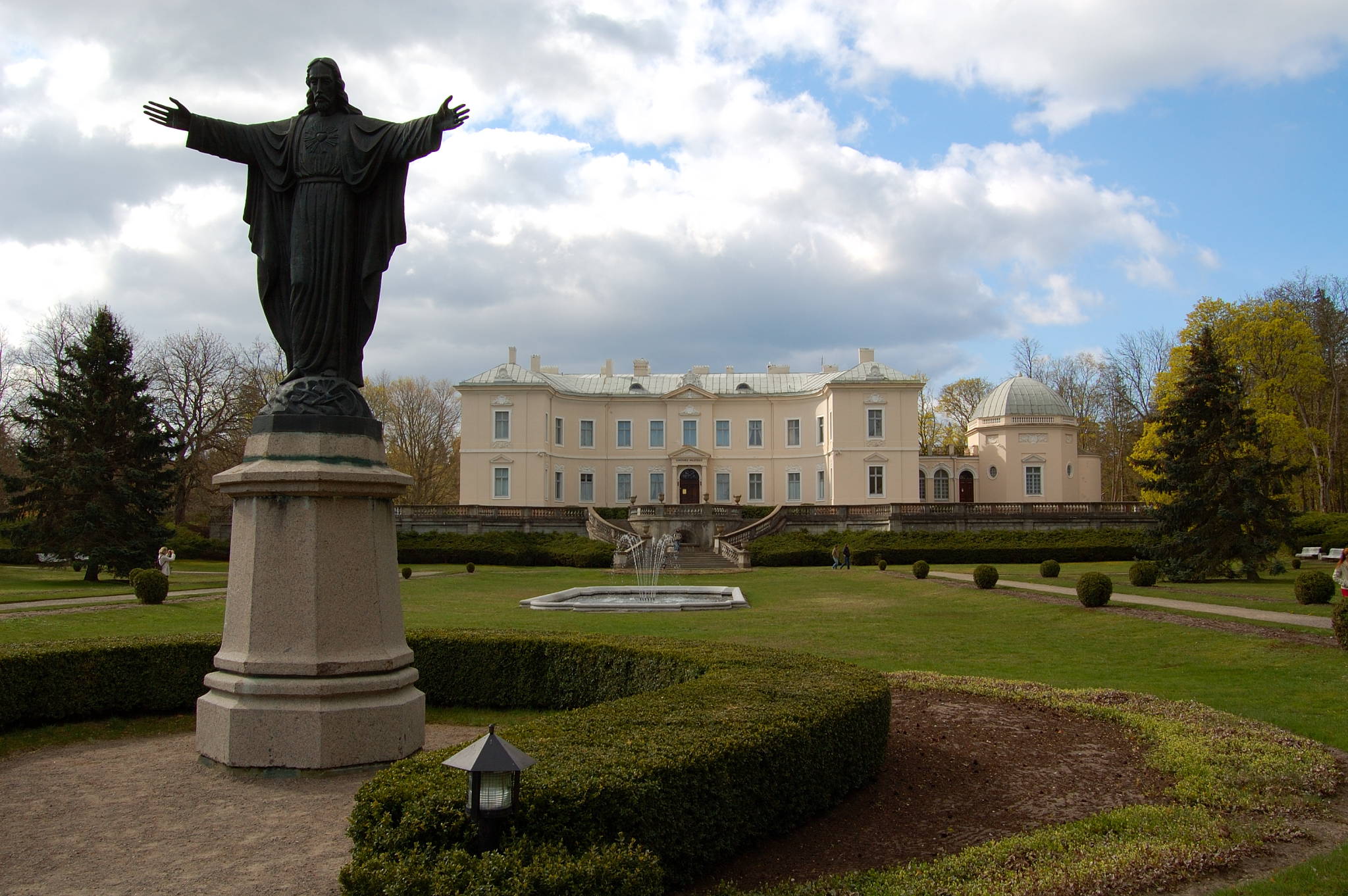
La fachada norte del palacio

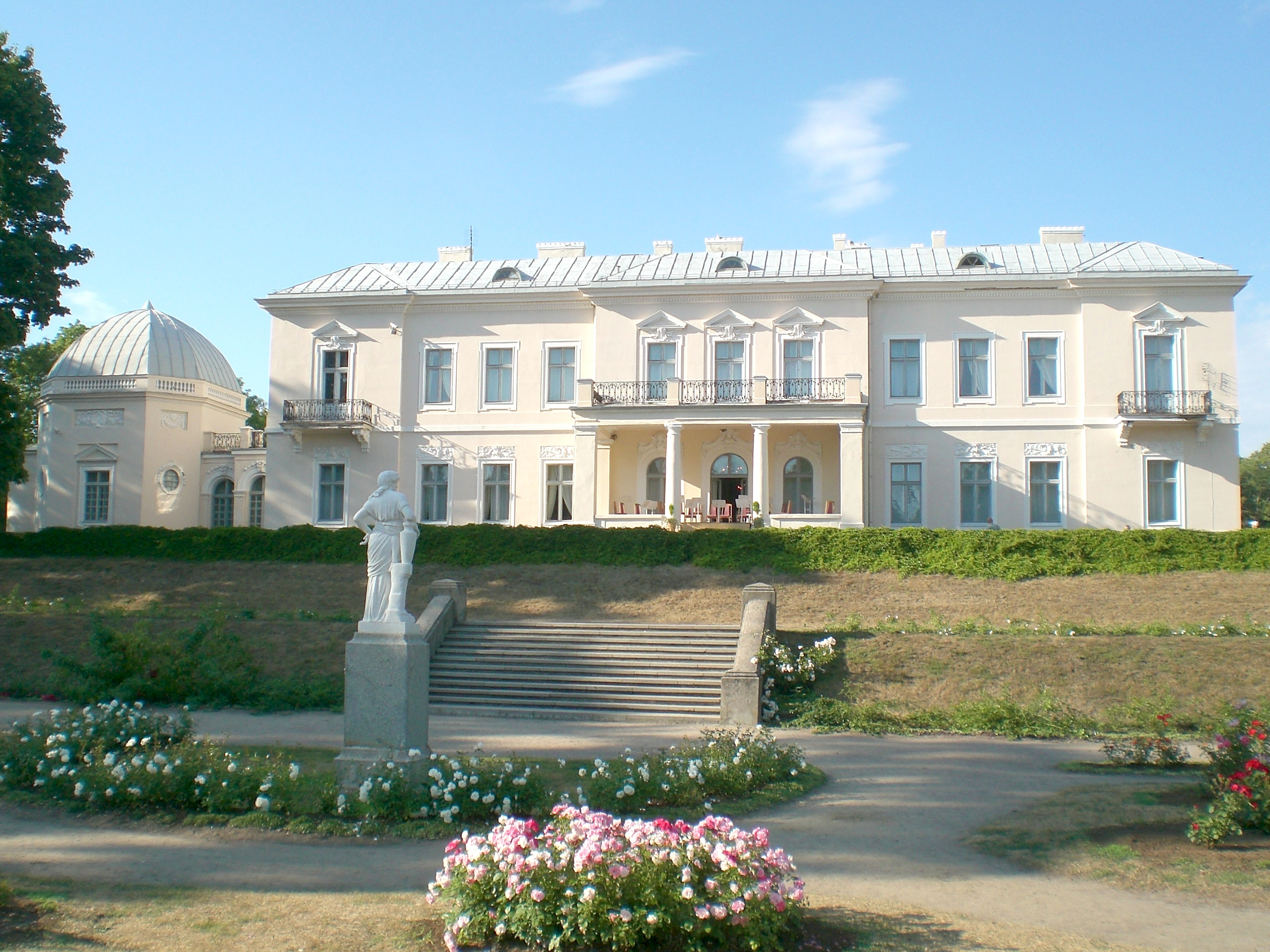
La fachada sur y la rosaleda

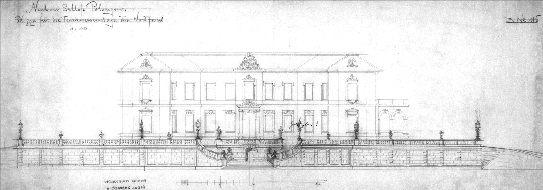
El diseño de la fachada norte

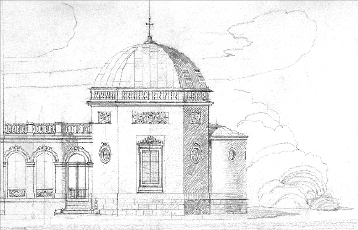
El diseño de la capilla del palacio.

El Palacio Tiškevičiai, Palacio Tiskevičius (lituano: Tiškevičių rūmai), o Palacio Tyszkiewicz (polaco: pałac Tyszkiewiczów) es un edificio de estilo neorrenacentista en Palanga, Lituania, construido para la familia Tyszkiewicz. La construcción se inició en 1893 y se terminó en 1897. El palacio está rodeado de un parque con estanques, fuentes y colecciones de plantas raras. Desde 1963, el palacio alberga el Museo del Ámbar de Palanga y está rodeado por el Jardín Botánico de Palanga.

## Historia
El miembro de la familia Tyszkiewicz, Feliks Tyszkiewicz, se puso en contacto con el famoso arquitecto alemán Franz Heinrich Schwechten para construir un nuevo palacio; su antigua propiedad era una mansión de madera a orillas del río Rąžė. La primera etapa de la construcción se prolongó hasta 1897, consistiendo en el edificio de la terraza y la vivienda principal. El edificio de dos pisos tenía forma regular con una terraza arqueada, decorado con esculturas de Francia. Aunque es principalmente de estilo neorrenacentista italiano, también tiene elementos neoclásicos y barrocos. Debido a que en 1907 su esposa, Antonina, dio a luz a un niño saludable (Estanislao) después de un embarazo preocupante, Feliks encargó una escultura de la bendición de Jesús para el frente del palacio. Si bien el creador de esta escultura no está claro, existe evidencia de que fue realizada por el artista danés Bertel Thorvaldsen o su aprendiz. En 1948 la escultura religiosa fue derribada por orden de las autoridades comunistas lituanas. Fue reconstruido en 1993 basándose en las fotografías supervivientes. Casi una década después de la construcción del palacio, los propietarios comenzaron a construir una capilla cercana, también diseñada por Schwechten.
Los jardines del palacio fueron diseñados por Édouard François André, horticultor y arquitecto paisajista francés, y su hijo. André comenzó a trabajar en jardines en 1895, y tardó tres años en completar el trabajo. En la preparación del terreno para los jardines, se cortaron árboles viejos y se incorporaron nuevas especies. Algunos lugareños se negaron a talar árboles porque pensaban que eran sagrados.
En 1916, se inició un intento de expansión del palacio, y se le pidió a Heinrich Schwechten que preparara diseños para expandir los pisos superiores y la terraza, pero estos proyectos nunca se completaron. Durante la Primera Guerra Mundial, el palacio fue dañado por los bombardeos alemanes. Después de la Segunda Guerra Mundial, el palacio fue nacionalizado y se vio abandonado. En 1957, Alfredas Brusokas llevó a cabo las renovaciones del palacio, y el edificio sirvió para la Unión de Arte de Lituania. En la década de 1960, el palacio y los jardines circundantes recibieron la atención del arquitecto Kazys Šešelgis, quien con sus asociados comenzó a preparar planes para renovar el palacio y los jardines circundantes. En 1963, se convirtió oficialmente en el Museo del Ámbar.
La condesa Antonina, su hijo Stanislaw, su esposa Wanda y su hija Renia se vieron obligados a huir de su hogar en Palanga durante la Segunda Guerra Mundial. Cuando quedó claro que nunca podrían regresar de manera segura, aceptaron el reasentamiento en Canadá. El conde Stanislaw legó su parte de la propiedad familiar a su esposa Wanda Tyszkiewicz. El otro heredero de la familia Tiškevičiai ( Tyszkiewicz ), el conde Alfred Tyszkiewicz (1913-2008), hermano menor de Stanislaw, también se vio obligado a abandonar Lituania durante la Segunda Guerra Mundial. Donó su parte del palacio a la ciudad de Palanga. El 22 de mayo de 1997 fue honrado con el título de Ciudadano de Honor de Palanga.

## Museo del Ámbar
La colección de ámbar del museo comprende unas 28.000 piezas, de las cuales unas 15.000 contienen inclusiones de insectos, arañas o plantas. Se exhiben unas 4.500 piezas de ámbar; muchos de estos son artículos de arte y joyería. El museo alberga el tercer espécimen de ámbar más grande de Europa, la "Piedra del Sol", con un peso de más de 3,5 kilogramos, que ha sido robada dos veces. Las exhibiciones culturales y artísticas del museo actualmente incluyen un anillo del siglo XV, una cruz del siglo XVI y joyas de ámbar de los últimos cuatro siglos, así como una serie de decoraciones modernas.

## Galería

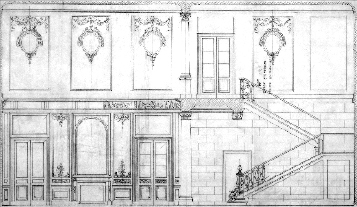
Proyecto del salón del palacio
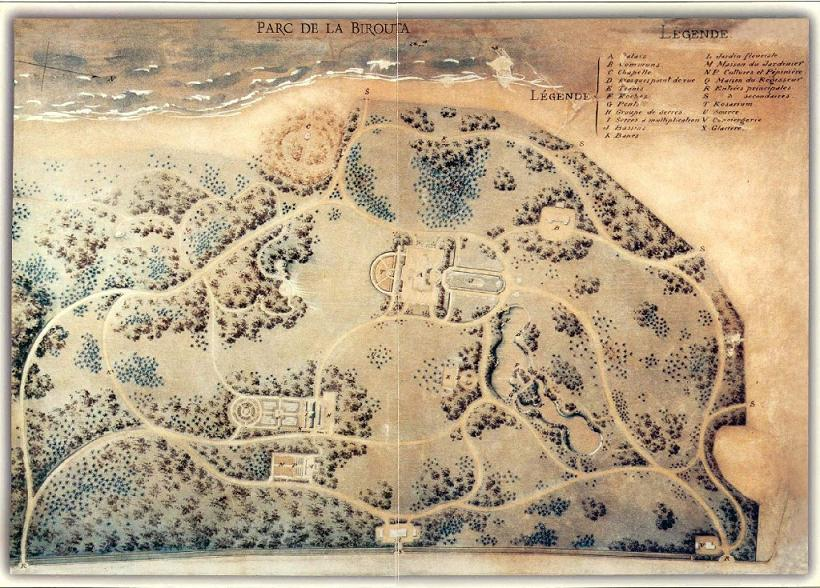
Plano de los jardines
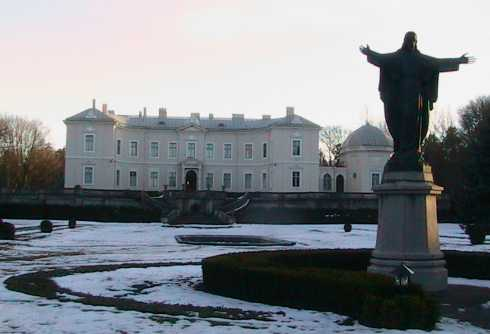
Bendición de la estatua de Jesús
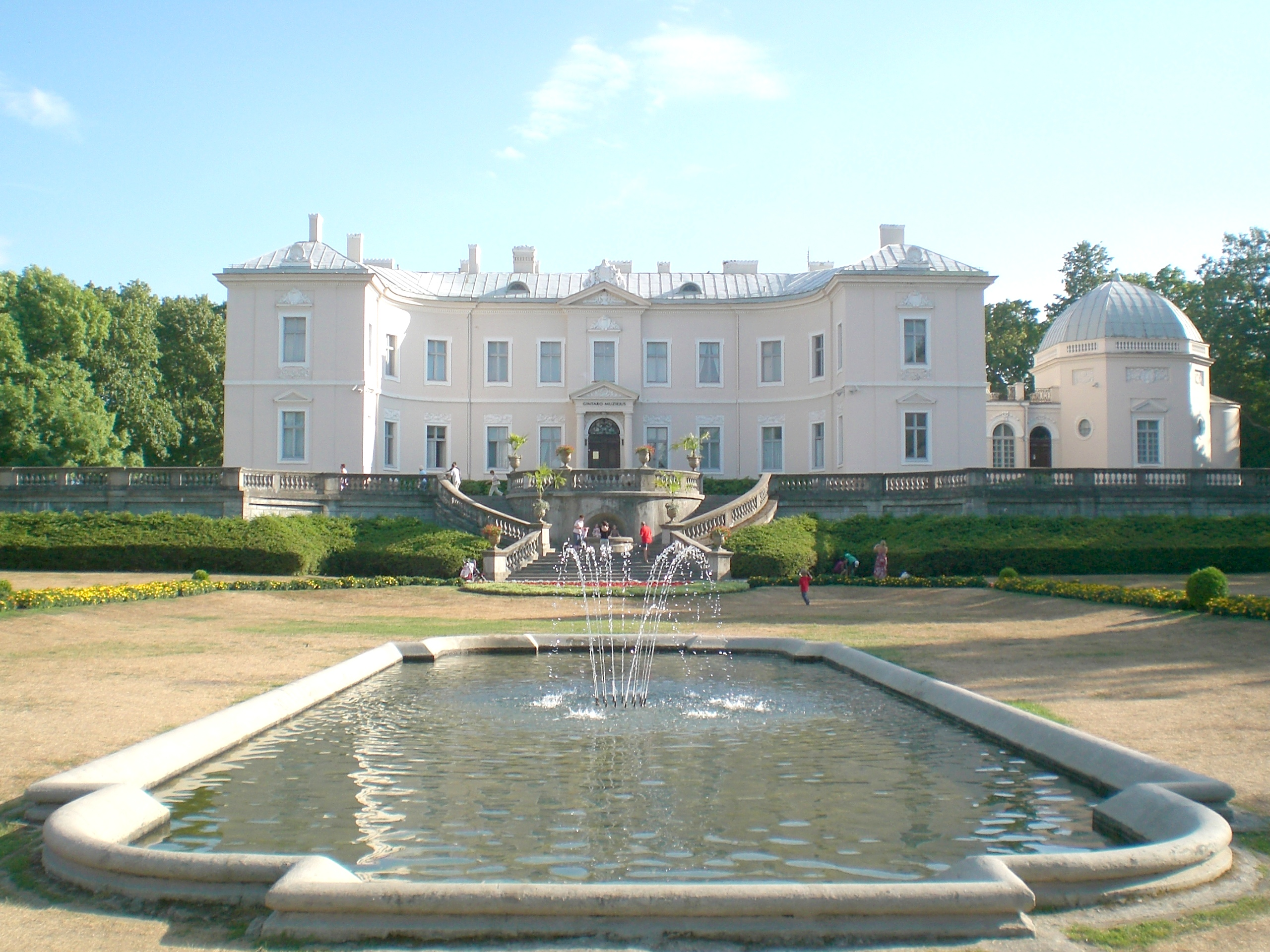
Fuente en verano
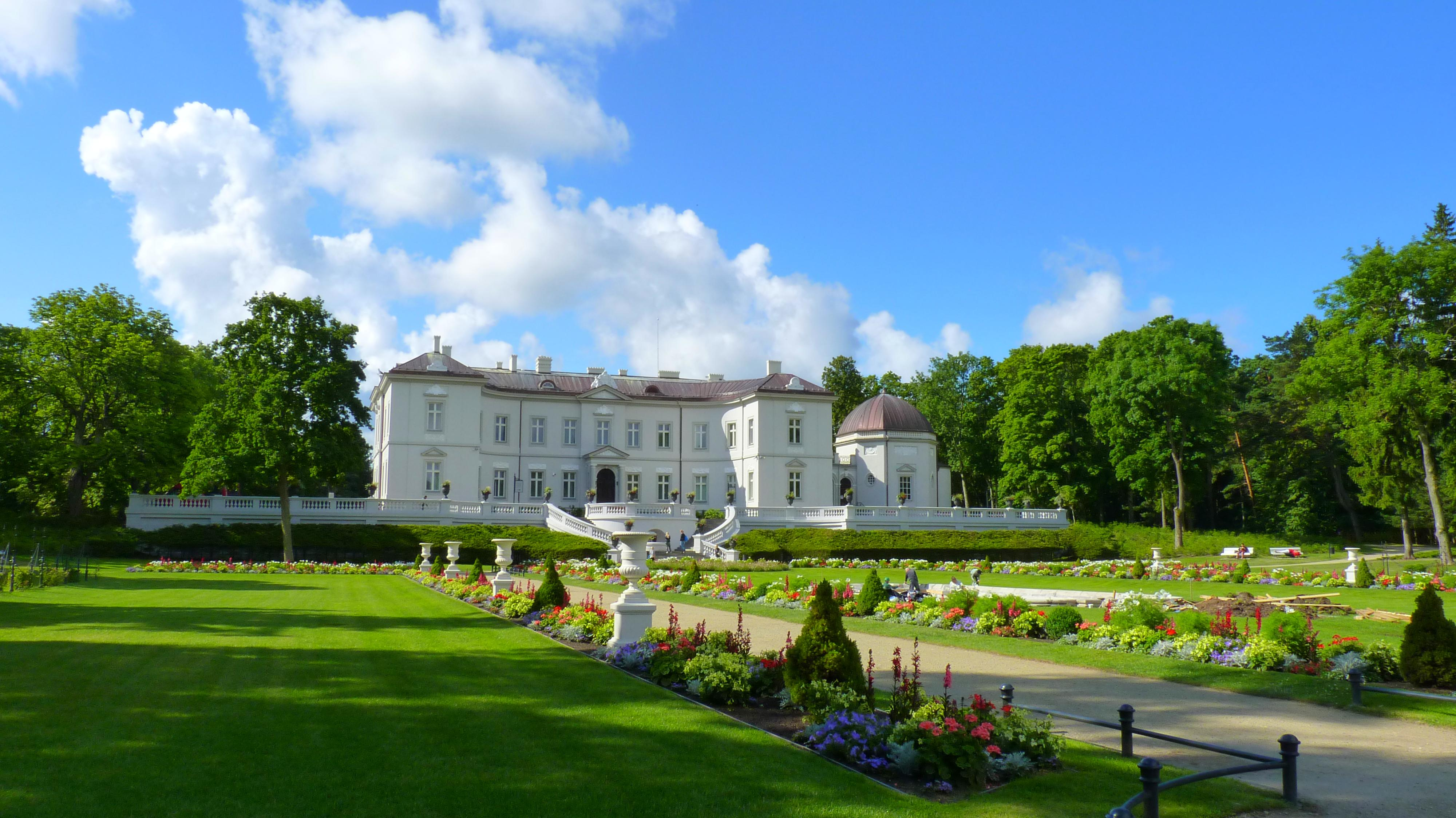
Jardín de flores frente al palacio.